# Vilma Kathleen McNish
Vilma Kathleen McNish (n. 16 de enero de 1957) es un diplomática jamaicana que fue embajadora en Bélgica, además de representante permanente ante la Unión Europea y la UNESCO. En 2001 ejerció como embajadora en México y Centroamérica y como alta comisionada en Belice.

## Educación
- Relaciones Internacionales, UWI, Mona
- Máster en Asuntos Internacionales por la Universidad de Georgetown, Washington D.C.[3]